# Шлеска
Шлеска или Шлезија, Шљонск (пољ. Śląsk, немшл. Schläsing, шл. Ślůnsk или Ślōnsk, лат. Silesia), историјска је област на тромеђи Пољске, Чешке и Словачке. Област чине Горња и Доња Шлеска.
Шлезија је била провинција у саставу Немачког царства и Аустроугарске.